# Lepidostoma lotor
Lepidostoma lotor är en nattsländeart som beskrevs av Ross 1946. Lepidostoma lotor ingår i släktet Lepidostoma och familjen kantrörsnattsländor. Inga underarter finns listade i Catalogue of Life.